# Aberto de Florianópolis 2006
L'Aberto de Florianópolis 2006, noto anche come Cyclus Open de Tenis per motivi di sponsorizzazione, è stato un torneo di tennis facente parte della categoria ATP Challenger Series nell'ambito dell'ATP Challenger Series 2006. Il torneo si è giocato a Florianópolis in Brasile dal 30 gennaio al 5 febbraio 2006 su campi in terra Rossa.

## Vincitori

### Singolare
Diego Junqueira ha battuto in finale  Gorka Fraile con il punteggio di 3–6, 6–1, 7–6(3)

### Doppio
Juan Pablo Brzezicki /  Cristian Villagrán hanno battuto in finale  Gianluca Naso /  Mirko Pehar 7–6(3), 6–2